# Cementogrunt
Cementogrunt – rodzaj materiału stosowanego w budownictwie powstającego w wyniku wymieszania gruntu rodzimego w miejscu jego zalegania z odpowiednio dobranym spoiwem i wodą. Spoiwem może być gotowy zaczyn cementowy tłoczony podczas mieszania do gruntu lub peumatycznie podawane suche spoiwa budowlane jak cement lub cement i wapno. W przypadku zastosowania gotowej (wcześniej przygotowanej) zaprawy cementowej z odpowiednio dobranym stosunkiem w/c, z uwzględnieniem warunków gruntowo-wodnych występujących w miejscu wykonania cementogruntu, nie ma potrzeby podawania dodatkowo wody do miejsca mieszania materiału. W przypadku zaś wykonywania cementogurnu ze spoiw suchych, w zależności od występowania wody gruntowej może zachodzić przypadek, że nie trzeba podawać dodatkowej wody, lub może zachodzić przypadek konieczności podania, wymaganej do przeprowadzenia odpowiednich reakcji, dodatkowej wody z zewnątrz. Ponadto istnieje możliwość podawania innych dodatków, np. bentonitu, w celu uzyskania szczelności przeciw filtracji wody. 
Cementogrunt ze względu na niejednorodność samego gruntu i jego skład granulometryczny i chemiczny, występujące zanieczyszczenia gruntu i zanieczyszczenia wody gruntowej, charakteryzuje się w porównaniu z betonem, znacznie gorszymi (słabszymi) parametrami wytrzymałościowymi oraz dużą niejednorodnością materiału i jego paramertów. Z tego względu najczęściej stosowany jest do wzmacniania zbyt słabego podłoża, np. w Kolumnach DSM. Badania uzyskanego cementogruntu wykonuje się analogicznie jak dla betonu, tj. poprzez zgniatanie (ściskanie) kostek.